# Nazionale maschile di pallavolo di San Marino
La nazionale maschile di pallavolo di San Marino è una squadra europea composta dai migliori giocatori di pallavolo di San Marino ed è posta sotto l'egida della Federazione pallavolistica di San Marino.

## Rosa
Segue la rosa dei giocatori convocati per i XX Giochi dei piccoli stati d'Europa.
| N° | Nome              | Ruolo | Data di nascita | Squadra    |
| -- | ----------------- | ----- | --------------- | ---------- |
| 1  | Matteo Zamagni    | C     | 4 agosto 1989   | Pineto     |
| 2  | Samuel Frascio    | S     | 16 luglio 2001  | San Marino |
| 3  | Marco Rondelli    | P     | 6 luglio 1994   | San Marino |
| 4  | Matteo Bernardi   | C     | 1998            | San Marino |
| 6  | Gabriele Giri     | S     | 2007            | -          |
| 7  | Yan Kiva          | S     | 7 giugno 1999   | -          |
| 9  | Davide Gasperoni  | P     | 2006            | -          |
| 10 | Lorenzo Benvenuti | S     | 8 luglio 1994   | San Marino |
| 12 | Luca Volpinari    | C     | 2005            | San Marino |
| 14 | Andrea Lazzarini  | S     | 28 maggio 1990  | -          |
| 15 | Nicolò Conti      | O     | 2005            | San Marino |
| 17 | Davide Bacciocchi | L     | 1991            | San Marino |

## Risultati

### Competizioni CEV
| 2000 | 4º posto        | Convocazioni |
| 2002 | 5º posto        | Convocazioni |
| 2004 | non qualificata | -            |
| 2007 | non qualificata | -            |
| 2009 | non qualificata | -            |
| 2011 | non qualificata | -            |
| 2013 | 4º posto        | Convocazioni |
| 2015 | non qualificata | -            |
| 2017 | non qualificata | -            |
| 2019 | non qualificata | -            |
| 2022 | 1º posto        | Convocazioni |
| 2023 | 4º posto        | Convocazioni |
| 2024 | 1º posto        | Convocazioni |

### Competizioni zonali
| 1987 | 2º posto | Convocazioni |
| 1989 | 6º posto | Convocazioni |
| 1991 | 4º posto | Convocazioni |
| 1993 | 3º posto | Convocazioni |
| 1995 | ?        | -            |
| 1997 | 2º posto | Convocazioni |
| 1999 | 2º posto | Convocazioni |
| 2001 | 1º posto | Convocazioni |
| 2003 | 2º posto | Convocazioni |
| 2005 | 3º posto | Convocazioni |
| 2007 | 2º posto | Convocazioni |
| 2009 | 4º posto | Convocazioni |
| 2011 | 5º posto | Convocazioni |
| 2013 | 4º posto | Convocazioni |
| 2015 | 3º posto | Convocazioni |
| 2017 | 3º posto | Convocazioni |
| 2019 | 4º posto | Convocazioni |
| 2025 | 3º posto | Convocazioni |